# Земельні кодекси УСРР–УРСР
Земельні кодекси УСРР–УРСР 
Перший Земельний кодекс УСРР прийнято 25 жовтня 1922. Складався з преамбули і 4 частин ("Про трудове землекористування", "Про міські землі", "Про державне земельне майно", "Про землеустрій та переселення"), містив 227 статей. Відображаючи тогочасні політичні й економічні реалії, Земельний кодекс УСРР 1922 закріплював націоналізацію землі та скасування приватної власності на неї, заборонив купівлю-продаж та ін. угоди, пов'язані з відчуженням землі. Всі громадяни, незалежно від статі, віросповідання та національності, наділялися правом на одержання землі в користування безплатно. Кодекс надав право земельним громадам обирати будь-яку форму землекористування, але водночас заохочував колективну, головним чином у формі земельних товариств. У Земельному кодексі УСРР 1922 регламентувалося землекористування селянського двору, допускалася "трудова оренда" землі, обмежувалося землекористування т.зв. куркулів, тобто селян, які використовували у своїх господарствах найману працю. В ньому містилися й норми, що регулювали землеустрій, земельну реєстрацію, переселення й визначали правовий режим міських земель спеціального призначення та земель державного запасу.

## Земельний кодекс УРСР 1970
Другий Земельний кодекс УРСР прийнято 8 липня 1970, введено у дію 1 січня 1971. Складався із 173 статей, об'єднаних у 28 глав та 11 розділів ("Загальні положення"; "Землі сільськогосподарського призначення"; "Землі населених пунктів"; "Землі промисловості, транспорту, курортів, заповідників та іншого несільськогосподарського призначення"; "Землі державного лісового фонду"; "Землі державного водного фонду"; "Землі державного запасу"; "Державний земельний кадастр", "Державний землеустрій"; "Вирішення земельних спорів"; "Відповідальність за порушення земельного законодавства"). Земельний кодекс УРСР 1970 успадкував основні правові положення Земельного кодексу 1922, зокрема визначення земельного фонду виключною власністю держави й заборону цивільно-правових угод щодо відчуження земельних ділянок. Разом з тим, на відміну від попереднього Земельного кодексу, Земельний кодекс 1970 не передбачав свободи вибору форми господарювання в сільському господарстві. Для ведення товарного с.-г. виробництва землі могли надаватися тільки "соціалістичним" підприємствам – колгоспам і радгоспам. Діяльність селянських господарств, які до примусової колективізації сільського господарства 1929–32 були основною формою господарювання на селі, фактично заборонялася.
До новел Земельного кодексу 1970 слід віднести також поділ земельного фонду країни на 6 категорій земель:
- с.-г. призначення;
- населених пунктів;
- промисловості, транспорту, курортів, заповідників та ін. несільськогосподарського призначення;
- державного лісового фонду;
- державного водного фонду;
- державного запасу.

Надані в користування земельні ділянки повинні були використовуватися землекористувачами суто за їх цільовим призначенням, яке визначалося належністю ділянки до відповідної категорії земель і метою, для якої ділянка надавалася в користування. Земельний кодекс 1970 містив також окремі розділи, присвячені регулюванню землеустрою, веденню державного земельного кадастру та вирішенню земельних спорів.

## Земельний кодекс УРСР 1990
Третій Земельний кодекс УРСР прийнято 18 грудня 1990, введено в дію 15 березня 1991. Його прийняття зумовлювалося необхідністю створення правової бази для проведення земельної реформи, зокрема для забезпечення плюралізму форм господарювання в сільському господарстві як визначальної риси земельної реформи на початковому етапі її проведення. Однак концептуально Земельний кодекс 1990 мало чим відрізнявся від Земельного кодексу 1970. Всі землі України проголошувалися власністю народу України, тобто залишалися виключною власністю держави. Надання ділянок юридичним і фізичним особам та вилучення їх для державних чи громадських потреб, як і раніше, мали здійснювати ради народних депутатів. Для підприємств, установ і організацій земельні ділянки надавалися на праві землекористування. Однак для громадян передбачалося надання земельних ділянок переважно на праві довічного успадковуваного володіння землею, що уможливлювало передачу земельної ділянки в спадщину. На праві землеволодіння земельні ділянки мали надаватися с.-г. підприємствам для цілей аграрного виробництва. Важливою новелою Земельного кодексу 1990 було юридичне відновлення селянських (фермерських) господарств на зразок тих, що існували в УСРР до 1929–32. Дозволялося надання у володіння селянським (фермерським) господарствам земельних ділянок розміром до 50 га с.-г. угідь і до 100 га усіх земель. Крім цього, до 6 категорій, на які поділявся земельний фонд УРСР згідно із Земельним кодексом 1970, було додано ще одну категорію – землі природоохоронного, оздоровчого, рекреаційного та історико-культурного призначення.